# Cuarteto de cuerda n.º 7 (Beethoven)

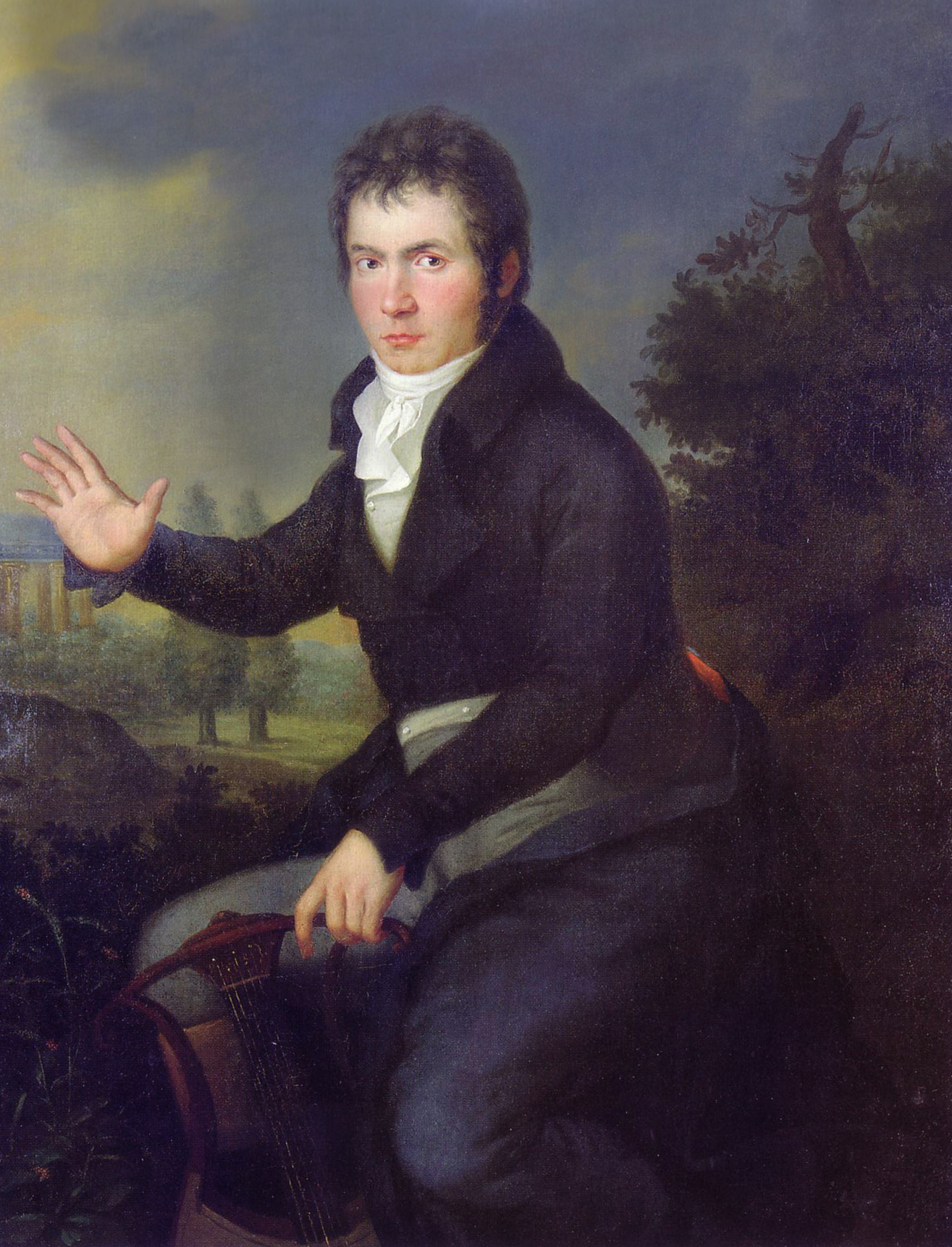
Retrato de Beethoven en 1804 por Joseph Mähler.

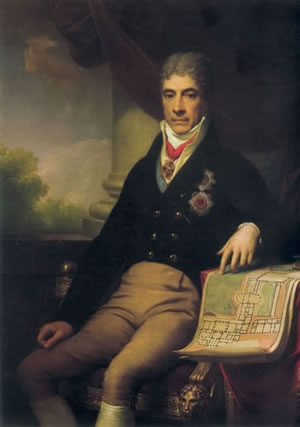
Andrei Rasumowski, dedicatario y homónimo de los cuartetos, op. 59, en una pintura de Johann Baptist von Lampi.

El Cuarteto de cuerda n.º 7 en fa mayor op. 59-1 es una pieza musical para cuarteto de cuerda de Ludwig van Beethoven. Fue compuesto en 1806 como el primero de los tres cuartetos op. 59, los llamados cuartetos Razumovsky. Los cuartetos, que también se llaman cuartetos rusos debido a su inspiración rusa, recibieron este apodo en honor a su destinatario Andréi Razumovski, un diplomático ruso que fue un importante patrocinador de Beethoven.

## Composición
Beethoven escribió los cuartetos Razumovsky en una fase extremadamente productiva de su carrera. Cuando crea los cuartetos, Beethoven estaba revisando su ópera Leonora ( después denominada Fidelio) y componiendo el concierto para piano n.º 4, la Cuarta  Sinfonía, el concierto para violín y la obertura de Coriolano. La concentración de Beethoven en los géneros de la sinfonía y el concierto en los años 1800 a 1804 (es decir, entre la composición de los cuartetos op. 18 y el primer cuarteto Rasumowski) estuvo causada porque Beethoven quería convertirse en un compositor de igual rango que Joseph Haydn y Wolfgang Amadeus Mozart. Una decisión consciente del compositor en detrimento de los géneros camerísticos como la sonata para piano y el cuarteto de cuerda. 
En 1805, Beethoven fue comisionado por el embajador ruso ante la corte de Viena, el diplomático Andréi Razumovski, para componer un grupo de cuartetos de cuerda. Rasumowski era admirador de Joseph Haydn, y patrocinador de actuaciones de cuarteto, tocaba el segundo violín en un conjunto de cuarteto de cuerda y reemplazó al príncipe Félix von Lichnowsky como protector del Cuarteto Schuppanzigh en 1808. Este cuarteto había estrenado los primeros 6 cuartetos de Beethoven del op. 18 y estuvo estrechamente relacionado con él toda su vida. Se dice que el conde "vivió en Viena de un modo principesco, fomentando el arte y la ciencia, rodeándose de una rica biblioteca y otras colecciones, y admirado o envidiado por todos; qué ventaja trajo esto a los asuntos rusos es otra cuestión”.
Beethoven ya tenía los planes iniciales para la composición de estos cuartetos. Las primeras negociaciones también tuvieron lugar antes de 1805. Entonces, el hermano de Beethoven, Kaspar Karl, quien fue temporalmente responsable de las negociaciones con los editores de Beethoven, escribió el 10 de octubre de 1804 a la editorial Breitkopf & Härtel: "...también podrías decirme tu opinión sobre los cuartetos para violín y si estarías interesado en publicar 2 o 3. No puedo dártelos de inmediato, pero yo haría lo mismo por ti”.
Puede que Beethoven haya sido inspirado para componer nuevos cuartetos por su amigo Ignaz Schuppanzigh, quien planeó conciertos públicos de música de cámara en Viena para el invierno de 1804/1805. Schuppanzigh era el director del Cuarteto Schuppanzigh, que estrenó muchas de las composiciones para cuarteto del compositor. Beethoven lo apreciaba como amigo y lo apodó regularmente "Falstaff" por su físico.
Por entonces el hermano de Beethoven escribió el 24 de noviembre de 1804 a Breitkopf & Härtel: "Respecto a los cuartetos no puedo decirte nada específico, tan pronto como estén terminados te escribiré en breve". Pero Beethoven, según una nota personal en el autógrafo del op. 59-1, solo los inició el 26 de mayo de 1806, ya que inicialmente estaba trabajando en la reelaboración de la "Leonora". Los cuartetos se completaron en noviembre de 1806 (el op. 59-1 ya en julio de 1806). Han sobrevivido pocos bocetos de las composiciones para los cuartetos de Rasumowsky. 
Aunque Beethoven no pudo separarse por completo de la nobleza (de la que todavía dependía económicamente, como lo demuestra la pensión anual de 4.000 escudos, otorgada por el archiduque Rodolfo, el príncipe Kinsky y el príncipe Joseph Franz von Lobkowitz en 1809), Beethoven estaba buscando una nueva audiencia cuando compuso los cuartetos, en la burguesía, porque la audiencia burguesa era más compatible con las ideas sociopolíticas democráticas del compositor.
Las demandas instrumentales de los cuartetos también hablan de esto, ya que solo los músicos profesionales calificados las podían satisfacer.
Musicalmente, Beethoven exploró "una nueva forma" en los cuartetos Rasumowsky, que había preparado en las sonatas para piano de la op. 31 a la op. 57 ("Appassionata") en los años 1802 a 1805. Más tarde, en los últimos años del compositor también la Sonata para piano, Op. 111 allana el camino para los últimos cuartetos de Beethoven (los llamados "últimos cuartetos").

## Movimientos
1. Allegro (fa mayor)
2. Allegretto vivace e sempre scherzando (si bemol mayor)
3. Adagio molto e mesto - attacca (fa menor)
4. Allegro. Thème Russe (fa mayor)

## Música
Los cuartetos "Rasumowsky" están diseñados de tal manera que el cuarteto central es en tono menor y está enmarcado por dos cuartetos en tono mayor ("cuartetos Rasumowsky": no. 7 en fa mayor, no. 8 en mi menor, no. 9 en do mayor). Esto se repetiría más tarde para los tres cuartetos compuestos para el príncipe ruso Nikolai Borissowitsch Golizyn (cuartetos Golizyn [cuya numeración no corresponde al orden en que fueron creados): n.º 12 en mi bemol mayor, n.º 15 en la menor, n.°13 en si bemol mayor).

### Primer movimiento
El primer movimiento es introducido por un tema cantabile del violonchelo, que inmediatamente es respondido por el violín y luego por los otros instrumentos. Este tema varía ampliamente a lo largo del movimiento, hasta la recapitulación. En este punto hay una innovación, por ejemplo, en comparación con el Cuarteto de cuerda n.º 4, en do menor op. 18-4: Tanto en el op. 18-4 como en el op. 59-1 hay octavas en los movimientos principales del primer violín en los movimientos de apertura; en el op. 18-4 las armonías se adaptan a la melodía, pero en el op. 59.1 no.
En comparación con los Cuartetos op. 18, el desarrollo aumenta en longitud.
Beethoven concibió el movimiento desde el principio sin repetir la exposición. En el curso posterior del trabajo de composición, quería que se repitiera toda la exposición y la recapitulación, pero abandonó este plan poco antes de que se publicara el cuarteto.
La estética del primer movimiento hizo que ocasionalmente se conociera al primer cuarteto Rasumowski como "la Heroica de los cuartetos de cuerda".

### Segundo movimiento
El segundo movimiento comienza con un tema interpretado nuevamente por el violonchelo, que es respondido por el violín. Esto divide el tema del movimiento en sus dos elementos simples, ritmo y melodía. Esta interacción entre la lectura temática del violonchelo y la respuesta del violín forma la base para el resto del movimiento. El tema comienza punteado y continúa en una melodía ascendente y luego descendente. El complejo temático principal de la exposición también contiene un motivo cantábile, en el que ya comienza a escucharse el tema menor del tercer movimiento. La recapitulación que comienza en el compás 239 divide el movimiento por la mitad, con exposición y desarrollo en un lado (238 compases) y recapitulación y coda en el otro lado (también 238 compases).
Aquí también Beethoven pensó en repetir la desarrollo y la recapitulación, pero luego se abstuvo de implementar esta idea.
El desplazamiento del scherzo al segundo movimiento recuerda al scherzo menor en el segundo movimiento de la sonata para violonchelo, op. 69 de Beethoven.

### Tercer movimiento
Según su propia declaración, Beethoven se inspiró para componer el adagio en su consternación por el matrimonio de su hermano Carl con Johanna Reiss. Tras la muerte de su hermano, Beethoven disputó con su cuñada por la custodia de su sobrino Karl, hijo de su hermano y Johanna. Esto explica la nota del compositor en un margen de la partitura de un "sauce llorón o acacia en la tumba de mi hermano".
Gran parte del movimiento es melancólico, interrumpida brevemente por el crescendo antes del final. Después de una breve continuación del adagio, una cadencia de violín y un trino conducen al movimiento final.

### Cuarto movimiento
El violonchelo comienza el movimiento final con un tema de baile tímido que gana energía en el desarrollo. Este tema proviene de una canción popular rusa que Beethoven pudo haber conocido en la biblioteca de Rasumowsky. Esta canción es la primera de una colección de canciones populares hecha por Ivan Prach y publicada en San Petersburgo en 1790. La canción trata sobre el dolor de la madre de un soldado después de su regreso de la guerra y, en consecuencia, está en clave menor y con el término temporal "Molto Andante". En Beethoven, sin embargo, el tema de la canción toma un curso alegre. 
El rondó forma una unidad con la forma de sonata. La coda contiene un fugato derivado del tema del movimiento final. El movimiento termina en un presto fortissimo brusco con nueve compases de acordes finales cadenciales. Esto es una reminiscencia de la peculiaridad de Beethoven, informada por Carl Czerny, de "sobre todo reír a carcajadas" después de una improvisación al piano y "burlarse del impacto emocional que causó en los oyentes".

## Efecto
El cuarteto fue estrenado junto con los otros dos cuartetos del op. 59 por el cuarteto de cuerda de Ignaz Schuppanzigh en el palació Razumovsky, quien, como mecenas, tenía la exclusiva de las obras durante el primer año después de su creación, aunque permitió que el cuarteto Schuppanzigh lo tocara fuera de su palacio.
Debido a su complejidad, hasta entonces inusual, los cuartetos fueron un punto de inflexión no solo en la obra de Beethoven y encontraron rechazo en muchos lugares. El alumno de Beethoven, Carl Czerny, por ejemplo, escribió: “Cuando Schuppanzigh tocó por primera vez el cuarteto de Razoumovsky en fa mayor, se rieron y estaban convencidos de que Beethoven quería divertirse y que no era el cuarteto prometido. " 
Los cuartetos se publicaron en Viena en enero de 1808, en el "Schreyvogel Industrial Comptoir", con una portada que presentaba solemnemente los títulos y méritos de Razumovsky. El orden en que se publicaron los cuartetos probablemente corresponde al orden en que se crearon. En 1809, Simrock publicó una reimpresión en Bonn. La siguiente edición de los cuartetos no se publicó hasta 1830. 
Cuando este cuarteto de cuerda fue interpretado para el mariscal de campo Soltikoff en Moscú a principios de 1812, la novedad estética del segundo movimiento impulsó a Bernhard Romberg, el mayor violonchelista de su tiempo, a tirar con enojo la partitura de la pieza al suelo y pisotearla. Durante una presentación del cuarteto para el Consejero Privado Lwoff en San Petersburgo, el público se echó a reír en el segundo movimiento.
Cuando el violinista italiano Felix Radicati realizó una gira de conciertos por Inglaterra alrededor de 1810, le dijo al músico Thomas Appleby, que acababa de comprar las partituras de los cuartetos de cuerda op. 59 que acababan de publicarse:  "Beethoven me los mostró en el manuscrito, y a petición suya escribí con algunas digitaciones. Le dije que ciertamente no podía  entender la música de estas obras, a lo que respondió: 'Oh, tampoco son para ti, sino para una época posterior'." 
Los nuevos estándares establecidos por los cuartetos Razumovsky quedaron claros solo dos décadas después de su creación. El compositor y director de orquesta austríaco Ignaz von Seyfried escribió en 1831 que Beethoven había intentado "con el éxito más decisivo en el estilo de cuarteto" "conjurar esa noble rama, cuyo creador era Haydn de la nada, que el genio universal de Mozart enriqueció una profundidad aún mayor y una imaginación abundantemente floreciente y que finalmente Beethoven potenció a ese nivel de culminación donde casi nunca sería superado ”.
El cuarteto op. 59, n.º 1 atrajo la atención de compositores posteriores como Robert Schumann, Felix Mendelssohn Bartholdy y Johannes Brahms. En sus diarios de Bayreuth, Cosima Wagner informó que Richard Wagner desarrolló un creciente interés en este cuarteto en los años previos a su muerte.

## Discografía seleccionada
- Cuarteto Busch, 1942 (Sony)
- Cuarteto Fine Arts, 1965 (Concert-Disc)
- Cuarteto Italiano, 1974 (Philips)
- Cuarteto Végh, 1974 (Auvidis-Valois)
- Cuarteto Alban Berg, 1979 (EMI)
- Cuarteto Talich, 1980 (Calliope)
- Cuarteto Takács, 2002 (Decca)
- Cuarteto Pražák, 2005 (Praga)
- Cuarteto de Tokio, 2009 (Harmonia Mundi)
- Cuarteto Hagen, 2013 (Myrios Classics)
- Cuarteto Belcea, 2014
- Cuarteto Ébène, 2020 (Erato)

### Adicional
- Theodor Helm: cuartetos de cuerda de Beethoven. Intentar un análisis técnico de estos trabajos en relación con su contenido intelectual . Leipzig 1885, 3er. Edición de 1921.
- Walther Vetter : El problema de estilo en los cuartetos de cuerda de Beethoven opus 59 . En: Das Musikleben, 1. Volumen 7/8, 1948, pp. 177-180
- Ludwig van Beethoven: Obras. Nueva edición de todas las obras, sección VI, volumen 4, cuartetos de cuerda II (op. 59, 74 y 95), ed. del Archivo de Beethoven Bonn (J. Schmidt-Görg u.   a. ) Munich / Duisburg 1961 y ss.
- Joseph Kerman: Los cuartetos de Beethoven . Nueva York 1967
- Walter Salmen : Sobre el diseño de los "Thèmes russes" en la op. 59 de Beethoven . En: Ludwig Finscher, Christoph-Hellmut Mahling (ed. ): Publicación conmemorativa de Walter Wiora . 1967, pp. 397-404
- Peter Gülke : Sobre la concepción musical de los cuartetos Rasumowsky op. 59 de Beethoven . En: Jürgen Elsner, Giwi Ordshonikidse (ed. ): Cultura musical socialista. Tradiciones, problemas, perspectivas . Berlín 1977, pp. 397-430
- Lini Hübsch: Ludwig van Beethoven. Los Cuartetos Rasumowsky op.59 . Munich 1983
- Walter Salmen: Cuartetos de cuerda op.59 . En: A. Riethmüller u.   a. (Ed. ): Beethoven. Interpretaciones de sus obras . 2 volúmenes 2.ª Edición Laaber, 1996, volumen 2, pp. 430-438